# Louis de Dieudonné
Louis-Alexandre de Dieudonné (Leuven, 17 oktober 1802 - Korbeek-Lo, 24 maart 1886) was een Belgisch edelman en burgemeester.

## Geschiedenis
In 1789 registreerde de Heraldische Raad het wapenschild van Antoine-Jean de Dieudonné, heer van Moorteren, Bunswyck en Theune. Hij was algemeen kwartiermeester in het leger van de Verenigde Belgische Staten. 

## Levensloop
- Louis de Dieudonné was een zoon van Antoine (hierboven) en van Marie-Elisabeth de Spoelberch. In 1842 verkreeg hij erkenning in de erfelijke adel met de titel ridder, overdraagbaar op alle mannelijke afstammelingen en in 1843 verkreeg hij de titel baron, gevestigd op de baronie Korbeek-Lo en overdraagbaar bij eerstgeboorte. Hij trouwde in Antwerpen in 1830 met Catherine Joostens (1806-1881) en ze kregen twaalf kinderen. Hij promoveerde tot doctor in de rechten werd schepen van Leuven en burgemeester van Korbeek-Lo.
  - Oscar de Dieudonné (1846-1875), doctor in de natuurwetenschappen, trouwde in Hamme-Mille in 1869 met barones Craninx (1848-1932). Ze kregen drie kinderen.
    - Pierre Oscar de Dieudonné de Corbeek over Loo (1872-1953) trouwde in Linden in 1901 met gravin Mathilde de Beauffort (1881-1951). Ze kregen vijf kinderen. Hij werd arrondissementscommissaris in Leuven en werd majoor in het Belgisch leger tijdens de Eerste Wereldoorlog. Hij verkreeg in 1897 de vergunning om de Corbeeck over Loo aan zijn naam toe te voegen.
      - Emmanuel de Dieudonné de Corbeek-Lo (1903-1959) trouwde in 1935 in Brussel met Vivienne Carlier d'Odeigne (1911- ). Ze hadden drie kinderen, met afstammelingen tot heden.